# Артюн Минасян
Артюн Минасян (на арменски: Հարություն Մինասյան) е български актьор от арменски произход.

## Биография
Роден е в Шумен на 16 октомври 1950 г. През 1976 г. завършва актьорско майсторство във ВИТИЗ „Кръстьо Сарафов“ в класа на проф. Желчо Мандаджиев и проф. Крикор Азарян. Същата година дебютира в Драматичен театър – Бургас, където работи до края на живота си. Умира на 29 април 2002 г. в Бургас.

## Театрални роли
Артюн Минасян играе множество роли, по-значимите са:
- Големанов – „Големанов“ от Ст. Л. Костов;
- Войницки – „Вуйчо Ваньо“ от Антон Чехов;
- Дамис – „Тартюф“ от Молиер;
- Иван Антонов – „Сако от велур“ от Станислав Стратиев;
- Джовани – „Няма да платим, няма да платим“ от Дарио Фо.[1]

## Филмография
- „Здравей, бабо!“ (1991) на режисьора Мариана Евстатиева-Биолчева.